# Ścianka (obwód lwowski)
Ścianka (ukr. Стінка) – wieś w obwodzie lwowskim, w rejonie złoczowskim na Ukrainie. Miejscowość liczy 147 mieszkańców.
Wieś znajduje się w lesie. Od dawna należała do klasztoru oo. dominikanów.
W II Rzeczypospolitej miejscowość stanowiła początkowo samodzielną gminę jednostkową. 1 sierpnia 1934 roku w ramach reformy na podstawie ustawy scaleniowej została włączona do zbiorowej gminy wiejskiej Gołogóry w powiecie złoczowskim, w województwie tarnopolskim.

## Położenie
Według Słownika geograficznego Królestwa Polskiego i innych krajów słowiańskich Ścianka to wieś w powiecie złoczowskim, położona 15 km na południowy-zachód od Złoczowa i 4 km od urzędu pocztowego w Gołogórach. Własność konwentu oo. dominikanów w Podkamieniu. We wsi jest szkoła fil. z językiem wykładowym polskim i ruskim. 

## Ludność
Według spisu z roku 1880 na obszarze dworu było 274 osób wyznania gr.-kat., 211 rz.-kat., 5 izrael., 266 Polaków, 244 Rusinów. Rzym.-kat. parafia znajdowała się w Gołogórach, gr.-kat. w miejscu. We wsi jest cerkiew pw. Zmartwychwstania Chrystusa Pana.